# Marsupio (Crustacea)

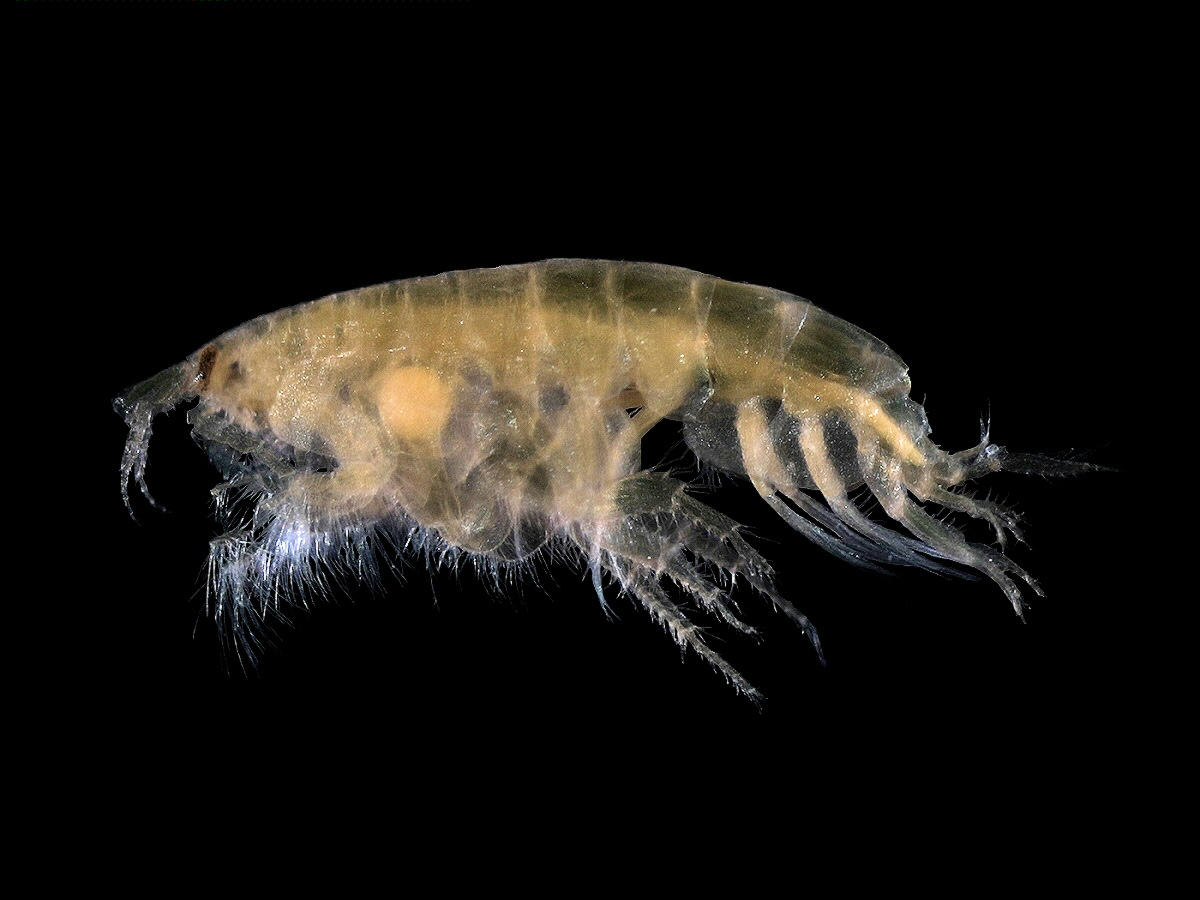
Esemplare di Bathyporeia elegans con un uovo nel marsupium.

Il marsupio (o marsupium) è nei crostacei peracaridi la tasca ventrale nella quale la femmina porta le uova.
Questa tasca è una caratteristica delle femmine appartenenti agli ordini Amphipoda, Isopoda, Cladocera e Cumacea, tutti appartenenti al superordine Peracarida.
Il marsupio è delimitato da un oostegite, un'estensione del primo segmento del primo pereiopode. Durante la riproduzione, le femmine depongono le uova direttamente nel marsupio, dove si sviluppano. Le larve attraversano le diverse mute sempre all'interno del marsupio, prima di emergerne in uno stadio pre-giovanile detto manca, simile in tutto agli adulti salvo per l'assenza dell'ultimo paio di zampe.